# Haraucourt, Ardennes

Haraucourt este o comună în departamentul Ardennes din nordul Franței. În 1 ianuarie 2022 avea o populație de 706 de locuitori.